# Валдбителбрун
Валдбителбрун (њем. Waldbüttelbrunn) општина је у њемачкој савезној држави Баварска. Једно је од 52 општинска средишта округа Вирцбург. Према процјени из 2010. у општини је живјело 5.055 становника. Посједује регионалну шифру (AGS) 9679205.

## Географски и демографски подаци
Валдбителбрун се налази у савезној држави Баварска у округу Вирцбург. Општина се налази на надморској висини од 320 метара. Површина општине износи 19,2 km². У самом мјесту је, према процјени из 2010. године, живјело 5.055 становника. Просјечна густина становништва износи 264 становника/km².

## Међународна сарадња
| Мјесто | Држава    | Врста сарадње | Од    |
| ------ | --------- | ------------- | ----- |
|        | Француска | партнерство   | 1995. |
| Извор  |           |               |       |